# بيسمارك (إلينوي)
بيسمارك (بالإنجليزية: Bismarck)‏ هي منطقة سكنية تقع في الولايات المتحدة في إلينوي. يقدر عدد سكانها بـ 542 نسمة حسب تعداد الولايات المتحدة 2000 .

## الموقع الجغرافي
الموقع الجغرافي للمناطق المحيطة بهذه النقطة هو كالتالي: